# Cofonicità
Dati due atomi interagenti A e B, la cofonicità (kofɔnitʃiˈta) della coppia atomica A-B è una misura della sovrapposizione dei contributi di A e B in un dato intervallo di frequenze vibrazionali. Nel campo della fisica della materia condensata, la cofonicità è una metrica usata per parametrizzare le interazioni dinamiche in termini dei tipi atomici che formano la coppia A-B. Mettendola in relazione con altri descrittori elettronici e strutturali, come la metrica di covalenza o l'analisi dei modi di distorsione tramite la teoria dei gruppi, la cofonicità è una guida per la scelta della specie atomica A o B appropriata per calibrare specifiche frequenze vibrazionali di un dato sistema. La metrica di cofonicità è stata formulata originariamente per lo studio dei moti atomici nei dicalcogenuri dei metalli di transizione, ma la sua formulazione è generica e può essere applicata in qualsiasi tipo di sistema, indipendentemente dalla composizione chimica e dalla stechiometria.

## Formulazione matematica

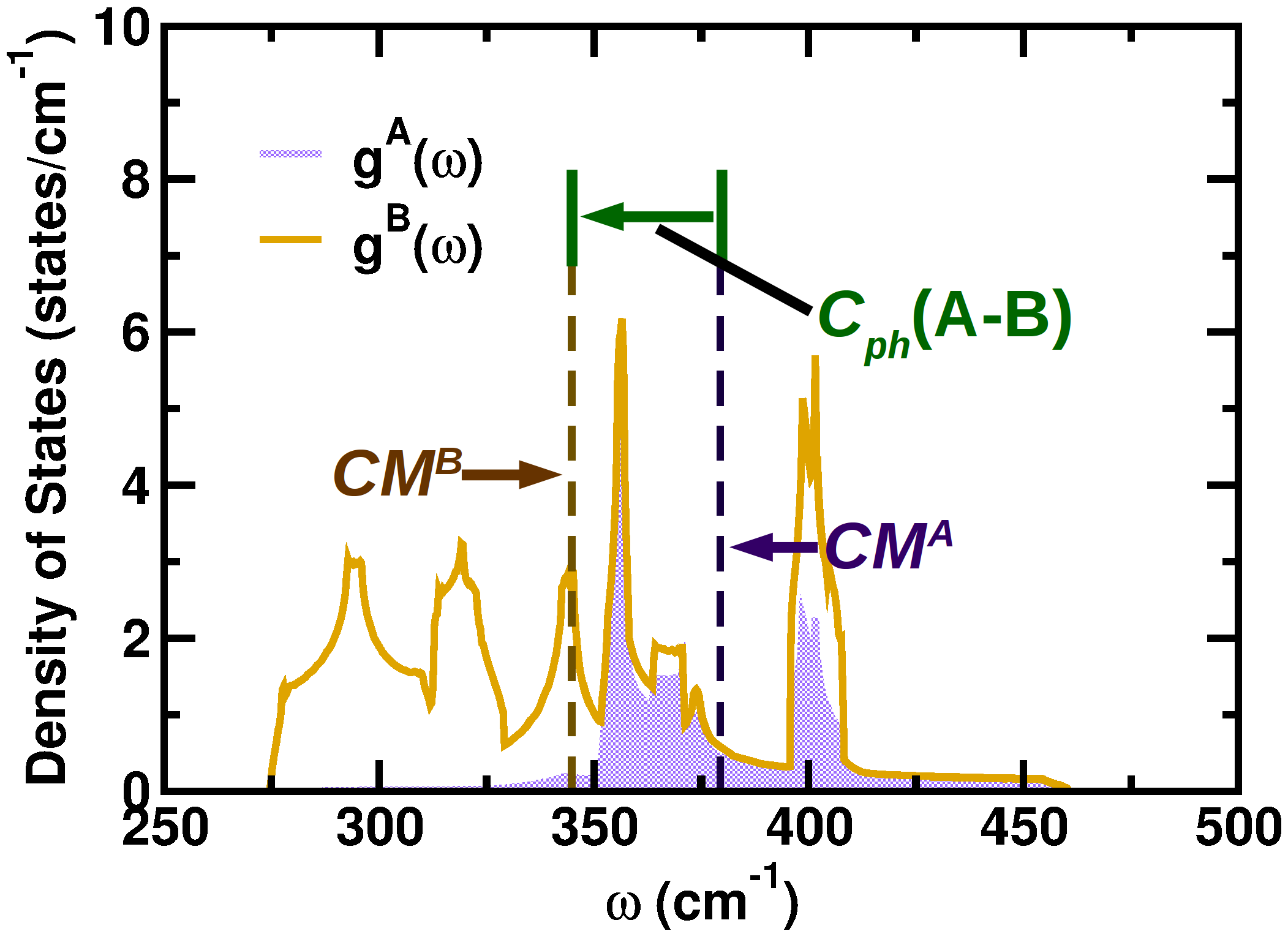
La cofonicità di una coppia atomica generica A-B è una misura della sovrapposizione dei contributi dei singoli atomi ad uno specifico intervallo di frequenze vibrazionali.

Prendendo in considerazione la densità degli stati dei fononi (pDOS) nella prima zona di Brillouin, il centro di massa {\displaystyle CM^{A}} della pDOS proiettata sull'atomo {\displaystyle g^{A}\left(\omega \right)} di un atomo A è definita come
{\displaystyle CM^{A}={\frac {\int \limits _{\omega _{0}}\limits ^{\omega _{1}}\omega g^{A}\left(\omega \right)d\omega }{\int \limits _{\omega _{0}}\limits ^{\omega _{1}}g^{A}\left(\omega \right)d\omega }}}
dove {\displaystyle g^{A}\left(\omega \right)} è il contributo dell'atomo A alla pDOS totale e {\displaystyle \omega _{0}<\omega _{1}}; la densità totale degli stati fononici è {\displaystyle g(\omega )}, definita come
{\displaystyle g(\omega )=\sum _{X}{g^{X}\left(\omega \right)}}
ottenuta sommando i contributi di tutti gli atomi X della cella unitaria. L'intervallo di integrazione {\displaystyle [\omega _{0},\omega _{1}]} è scelto in modo tale da includere tutti gli stati fononici rilevanti per il tipo di studio. L'integrale al denominatore della definizione di {\displaystyle CM^{A}} è il contributo dell'atomo A agli stati nell'intervallo di frequenza {\displaystyle [\omega _{0},\omega _{1}]}; definiamo tale quantità la fonicità dell'atomo A in quell'intervallo di frequenza specifico. La fonicità di un atomo rappresenta quindi il numero di stati fononici che tale atomo contribuisce a formare; in questo senso, può essere considerata come la controparte fononica della valenza atomica, che è il numero di elettroni con cui un atomo partecipa alla formazione degli stati elettronici del sistema, calcolato come l'integrale della densità degli stati elettronici proiettata sull'atomo.
Consideriamo una coppia generica A-B. La posizione relativa {\displaystyle C_{ph}{\text{(A-B)}}} del centro di massa di {\displaystyle g^{A}\left(\omega \right)} rispetto al centro di massa di {\displaystyle g^{B}\left(\omega \right)} è data da
{\displaystyle C_{ph}{\text{(A-B)}}=CM^{A}-CM^{B}}
le cui unità di misura sono le stesse della frequenza {\displaystyle \omega }. In questo formalismo, il segno positivo (negativo) di {\displaystyle C_{ph}{\text{(A-B)}}} indica che l'atomo A (B) contribuisce maggiormente alla formazione dei modi a più alta frequenza nell'intervallo specificato. Più è piccola la quantità {\displaystyle |C_{ph}{\text{(A-B)}}|}, maggiore è la sovrapposizione dei contributi di A e di B alla banda di frequenza e i due atomi hanno lo stesso peso nella determinazione dei modi specifici dell'intervallo di energia considerato. La quantità {\displaystyle C_{ph}{\text{(A-B)}}} è definita cofonicità della coppia atomica A-B, in analogia con la definizione di covalenza del legame A-B in termini dei contributi atomici alla densità di stati elettronica.
La cofonicità è quindi una caratteristica di una specifica coppia atomica di un sistema. Secondo la metrica introdotta sopra, {\displaystyle C_{ph}{\text{(A-B)}}=0} indica una cofonicità perfetta, cioè entrambe le specie atomiche partecipano allo stesso modo alla formazione degli stati fononici nell'intervallo di frequenze considerato.
Il confronto tra due valori di cofonicità, calcolati considerando coppie atomiche inserite in due strutture con connettività diversa, fornisce informazioni significative sotto certe condizioni. Per esempio, {\displaystyle C_{ph}{\text{(Mo-S)}}} nel bulk e in nanocluster di solfuro di molibdeno, sebbene calcolata nello stesso intervallo di frequenze, potrebbe essere riferita ad insiemi distinti di modi vibrazionali; questo è dovuto alle diverse topologie che, a loro volta, producono intorni elettronici diversi. In questo caso, ogni variazione della cofonicità dovuta a difetti sostituzionali potrebbe portare a cambiamenti non correlati delle frequenze vibrazionali. Ciononostante, se le due strutture con topologia diversa sono connesse da una trasformazione continua, allora anche gli intorni elettronici delle coppie atomiche, e quindi le frequenze vibrazionali e i modi associati, sono connessi da tali trasformazioni continue; in questo caso, la cofonicità di una specifica coppia atomica in una struttura può essere mappata nella cofonicità della seconda, garantendo così la trasferibilità della definizione, e quindi l'affidabilità del confronto tra le rispettive cofonicità.